# Calophya
Calophya är ett släkte av insekter. Calophya ingår i familjen Calophyidae.

## Dottertaxa tillCalophya, i alfabetisk ordning[1]
- Calophya acutipennis
- Calophya andina
- Calophya angulipennis
- Calophya arcuata
- Calophya aurea
- Calophya brevicornis
- Calophya buchananiae
- Calophya californica
- Calophya catillicola
- Calophya chinensis
- Calophya clausa
- Calophya clavuligera
- Calophya dicksoni
- Calophya dubia
- Calophya duvauae
- Calophya evodiae
- Calophya flavida
- Calophya floricola
- Calophya fusca
- Calophya gallifex
- Calophya hermicitae
- Calophya hyalina
- Calophya longispiculata
- Calophya luzonensis
- Calophya maculata
- Calophya mammifex
- Calophya mangiferae
- Calophya melanocephala
- Calophya meliorata
- Calophya minuta
- Calophya miramariensis
- Calophya monticola
- Calophya nigra
- Calophya nigrella
- Calophya nigricornis
- Calophya nigridorsalis
- Calophya nigrilineata
- Calophya nigripennis
- Calophya orbicola
- Calophya oweni
- Calophya pallidula
- Calophya patagonica
- Calophya phellodendri
- Calophya rhicola
- Calophya rhois
- Calophya rotundipennis
- Calophya rubra
- Calophya schini
- Calophya scrobicola
- Calophya shinjii
- Calophya spondiasae
- Calophya stigmotacta
- Calophya terebinthifolii
- Calophya triangula
- Calophya triozomima
- Calophya washingtonia
- Calophya venusta
- Calophya verrucosa
- Calophya verticis
- Calophya verticornis